# Ratnawica (powiat Sanocki)
Ratnawica is een plaats in het Poolse district Sanocki, woiwodschap Subkarpaten. De plaats maakt deel uit van de gemeente Bukowsko en telt 0 inwoners.